# Pavonia mollissima
Pavonia mollissima är en malvaväxtart som först beskrevs av Christian August Friedrich Garcke, och fick sitt nu gällande namn av Ulbrich. Pavonia mollissima ingår i släktet påfågelsmalvor, och familjen malvaväxter. Inga underarter finns listade i Catalogue of Life.